# Causa efficiens
Die causa efficiens (wirkende Ursache) ist der lateinische Begriff für die aristotelische Bewegungsursache (auch Wirkursache genannt, griech. κίνησις / kinesis). Sie ist eine der vier Ursachen (aristotelische Kausalität) in der Naturphilosophie von Aristoteles; sie ist eine äußere Ursache, nämlich „die Quelle, worin die Veränderung oder die Ruhe ihren Ursprung hat“. Die causa efficiens bewirkt also, dass etwas erzeugt wird. So ist das Hämmern des Schmieds auf die Bronze eine der wirkenden Ursachen, die die Bronzestatue erzeugen. Auch der Schmied selbst kann als causa efficiens bezeichnet werden.
Nach Aristoteles gibt es insgesamt vier Ursachen. Die drei übrigen (ergänzenden) Ursachen sind:
- causa materialis (Stoffursache)
- causa formalis (Formursache)
- causa finalis (Zweckursache)